# Krokträsket (Jokkmokks socken, Lappland, 739182-171528)
Krokträsket är en sjö i Jokkmokks kommun i Lappland och ingår i Luleälvens huvudavrinningsområde.